# Gary Arce
Gary Arce is een Amerikaanse muzikant. Arce is bekend om zijn gitaarspel en is medeoprichter van de stonerrockband Yawning Man. Hij maakt deel uit van de Palm Desert Scene.
Arce is een fan van de Britse band Bauhaus. Arce gaf in een interview met The Aquarian in 2010 aan dat Daniel Ash zijn inspiratiebron is en dat hij in zijn manier van gitaarspel is beïnvloed door Ash. Arce refereert aan cd's van Bauhaus als "Southern Death Cult" en "Lords Of The New Church" die lijken op zijn eigen geluid en gitaarspel.  
Arce is geen fan van stonerrock. Hij begrijpt ook niet dat Yawning Man wordt genoemd als stonerrockband.

## Biografie

### Begin en Yawning Man
Arce begon in 1982/1983 als zanger in de band The Breed samen met Mario Lalli (gitaar), Gary Burns (gitaar), Mike Montano (basgitaar) en Alfredo Hernández (drum). 
Arce startte als gitarist samen met Alfredo Hernández (drum), Mario Lalli (gitarist) en Larry Lalli als bassist een jamband in de garage van de Lalli's in La Quinta, Californië. Hier jamden ze urenlang. De bandleden kozen voor de bandnaam 'Englenhook' (in 1987). Ze maakten instrumentale muziek. Met deze band werkten ze steeds meer toe naar het geluid wat uiteindelijk de band Yawning Man werd. Met de band nam hij twee albums op waar niks mee werd gedaan. Pas in 2005 kwam hun eerste album Rock Formations uit. Het nummer 'Catamaran' is later door de band Kyuss gecoverd op hun album  ...And the Circus Leaves Town dat in 1995 uitkwam. Yawning Man bracht dit nummer uit in 2008 op het album The Birth of Sol (The Demo Tapes).

### The Sort of Quartet
Yawning Mans muziek begon te muteren in vreemde loops met een bijna donker jazz- en punkgeluid (bebop). De naam van de band paste niet meer bij de muziek. De band veranderde de naam naar The Sort of Quartet. De band zag Frank Zappa, Eric Dolphy, Miles Davis, Black Flag en de Zuid-Amerikaanse ritmes als voorbeeld.
In 1995 werd het album Planet Mamon uitgebracht, in 1996 Bombas de Amor en Kiss Me Twice I'm Schitzo en in 1999 het laatste album Victim A La Mode.
In 2002 begon de band elkaar weer te zien. In 2005 werd onder de originele bandnaam het eerste album, de lp Rock Formations, uitgebracht op het Spaanse label Alone Records. Maanden later zou Pot Head, een vier nummers tellende ep, iets donkerder, met een zwaardere toon worden vrijgegeven. In 2006 werd Rock Formations opnieuw uitgebracht met een limited edition-bonus-dvd die is opgenomen in W2 club in Den Bosch (NL), op 17 juni 2005, tijdens hun Europese tour.
In 2008 werd het album Vista Point uitgegeven door de band. Het is een combinatie van de Rock Formations en de Pot Head-EP.
In 2009 gaf de band de dubbel-cd The Birth of Sol (The Demo Tapes) uit. Het is een verzameling van 30 oude nummers die tussen 1986 en 1987 zijn opgenomen. 
In 2010 kwam hun derde album Nomadic Pursuits uit.  
In 2013 kwam het splitalbum met Fatso Jetson Yawning Man & Fatso Jetson Split uit en toerde beide bands door Europa.

## Persoonlijk
Arce heeft het huis in La Quinta te Californië gekocht van de Lalli's en woont hier nog steeds.

## Discografie

### MetThe Sort of Quartet
| Jaar | Titel                       | Opmerkingen |
| 1995 | "Planet Mamon"              | gitaar      |
| 1996 | "Bombas de Amor"            | gitaar      |
| 1996 | "Kiss Me Twice I'm Schitzo" | gitaar      |
| 1999 | "Victim A La Mode"          | gitaar      |

### MetYawning Man
| Jaar | Titel                               | Opmerkingen |
| 2005 | "Rock Formations lp"                | gitaar      |
| 2005 | "Pot Head ep"                       | gitaar      |
| 2008 | "Vista Point lp"                    | gitaar      |
| 2009 | "The Birth of Sol (The Demo Tapes)" | gitaar      |
| 2010 | "Nomadic Pursuits"                  | gitaar      |
| 2013 | "Yawning Man & Fatso Jetson Split"  | gitaar      |

### MetFatso Jetson
| Jaar | Titel                                  | Opmerkingen |
| 1999 | "Fatso Jetson/Fireball Ministry Split" | gitaar      |
| 1999 | "Flames for All"                       | gitaar      |

### MetHotel Wrecking City Traders & Gary Arce
| Jaar | Titel                                     | Opmerkingen |
| 2011 | "Hotel Wrecking City Traders & Gary Arce" | gitaar      |

### MetZUN
| Jaar | Titel                    | Opmerkingen                           |
| 2013 | "Come through the Water" | gitaar, lap steel gitaar en basgitaar |
| 2016 | "Burial Sunrise"         | gitaar, lap steel gitaar en basgitaar |

### MetTen East
| Jaar | Titel                          | Opmerkingen |
| 2006 | "Extraterrestrial Highway"     | gitaar      |
| 2008 | "The Robot's Guide to Freedom" | gitaar      |

### MetWaterWays
| Jaar | Titel                                                          | Opmerkingen |
| 2010 | "Waterways/Yawning Sons"                                       | gitaar      |
| 2012 | "WaterWays/Sons of Alpha Centauri/Hotel Wrecking City Traders" | gitaar      |

### MetThe Perfect Rat
| Jaar | Titel                  | Opmerkingen |
| 2007 | "Endangered Languages" | gitaar      |

### MetDark Tooth Encounter
| Jaar | Titel           | Opmerkingen |
| 2008 | "Soft Monsters" | gitaar      |